# Luksemburscy posłowie do Parlamentu Europejskiego 2009–2014
Luksemburscy posłowie VII kadencji do Parlamentu Europejskiego zostali wybrani w wyborach przeprowadzonych 7 czerwca 2009.

## Lista posłów
Wybrani z listy Chrześcijańsko-Społecznej Partii Ludowej
- Frank Engel
- Astrid Lulling
- Georges Bach[1]

Wybrany z listy Luksemburskiej Socjalistycznej Partii Robotniczej
- Robert Goebbels

Wybrany z listy Partii Demokratycznej
- Charles Goerens

Wybrany z listy Zielonych
- Claude Turmes